# 于煥亞
于煥亞（1993年11月30日—）為臺灣男子籃球運動員，場上主打控球后卫位置，現效力於台灣職業籃球大聯盟高雄全家海神。他在2015年超級籃球聯賽新人選秀會第一輪第三順位被台灣啤酒選中。

## 生平
于煥亞高中就讀強恕高中，在101學年度高中籃球聯賽幫助強恕高中晉級八強。大學就讀臺灣師範大學。2015年9月在超級籃球聯賽新人選秀會第一輪第三順位被台灣啤酒選中，隨後加盟台灣啤酒。2016年1月參加第十三季超級籃球聯賽三分球大賽勇奪冠軍。2018年7月被台灣啤酒交易至金門酒廠。第十八季超級籃球聯賽結束後，于煥亞與其他高雄九太科技主力球員被轉移至T1聯盟高雄全家海神。2022年12月11日，于煥亞達成職業生涯2000分里程碑。2024-25賽季于煥亞獲選年度第六人。

## 生涯數據

### T1聯盟
例行賽
| 賽季    | 球隊         | GP | MPG   | 2P%  | 3P%  | FT%  | RPG | APG | SPG | BPG | PPG  |
| ------- | ------------ | -- | ----- | ---- | ---- | ---- | --- | --- | --- | --- | ---- |
| 2021–22 | 高雄全家海神 | 30 | 32:29 | 50.6 | 42.7 | 72.2 | 2.9 | 2.8 | 1.2 | 0.1 | 12.1 |

## 外部連結
- 于煥亞的Instagram帳戶
- 于煥亞在fiba.basketball（英语）
- 于煥亞在archive.fiba.com（存檔）（英语）
- 于煥亞在台灣職業籃球大聯盟官網
- 于煥亞在Eurobasket.com（球員）（英语）
- 于煥亞在RealGM（英语）
- 于煥亞在Flashscore（英语）